# Herman Ridder

Herman Ridder

Herman Ridder (* 5. März 1851 in New York City, New York; † 1. November 1915 ebenda) war ein US-amerikanischer Zeitungsverleger und Herausgeber der New Yorker Staats-Zeitung in deutscher Sprache.

## Leben
Herman Ridder war der Sohn von Herman und Gertrude Maria (Tiemann) Ridder, die aus Westfalen nach Amerika ausgewandert waren und in der Lower East Side von New York lebten. Hermans Schulbildung war mit 11 Jahren beendet und er war gezwungen, als Laufbursche zu arbeiten. Mit 13 begann er bei der Tradesmen’s Fire Insurance Company, wo er nach 14 Jahren Zugehörigkeit als erfolgreicher Verkäufer seine Arbeit kündigte.

## Leistungen
Er gründete 1878 das Katholische Volksblatt, ein Wochenblatt für die deutschen Katholiken in Amerika. 1886 fühlte er die Notwendigkeit, dieses Blatt in englischer Sprache fortführen zu müssen als Catholic News.  Der Erfolg dieser Zeitung machte ihn zu dem einflussreichsten Laien in seiner Kirche.
Nach The Official Catholic Directory von 1911 gab es 321 katholische Zeitschriften, die in den USA gedruckt wurden. Von diesen wurden 2/3 – oder 201 – in Englisch gedruckt, 51 in Deutsch, 24 in Französisch, 24 in Polnisch, 7 in Tschechisch, 5 in Italienisch, 2 in Slowenisch, 2 in Ungarisch, 2 in Holländisch, 1 in Kroatisch, 1 in Spanisch und 1 in einem indianischen Dialekt. Davon erschienen 13 täglich, 115 wöchentlich, 128 monatlich, 29 vierteljährlich, 2 zweimal wöchentlich, 5 halbwöchentlich, 4 halbmonatlich, 9 zweimal monatlich und 16 jährlich. Von den Tageszeitungen waren 7 französisch, 4 polnisch, 2 deutsch und eine böhmisch. Keine war in Englisch. Von 1809 bis 1911 wurden um die 550 katholische Zeitungen begonnen, aber nur fünf von ihnen überlebten die erste Hälfte des 20. Jahrhunderts.
Dieses Betätigungsfeld wurde Ridder bald zu eng und er überließ die Zeitung seinem Bruder Henry Ridder. 
Am 6. April 1880 heiratete er C. Amend, die ihm fünf Söhne gebar. 
1892 gründete er mit seinem Bruder Ridder Publications in New York.
1890 wurde er Manager der New Yorker Staats-Zeitung, von der er 10 % der Aktien erworben hatte. 1906 verkauften ihm die Otterndorfs die Zeitung, da ihr einziger Sohn Edward sich lieber um seine Farm kümmern wollte. 1907 wurde er Präsident und Nachfolger Oswald Ottendorfer als Herausgeber der Staats. 
Von jetzt an spielte Ridder eine bedeutende Rolle im journalistischen, gesellschaftlichen und politischen Leben von New York. Politisch war er Demokrat. Er unterstützte Grover Cleveland im Präsidentschaftswahlkampf als Führer der deutsch-amerikanischen Gruppe und 1895 organisierte er die German-American Reform Union (GRU) als Teil der Anti-Tammany-Kampagne. Seine Gegnerschaft gegen Tammany Hall erlahmte nie. 
1898 wurde er Schatzmeister des Demokratischen Komitees und diente als solcher während des letzten Präsidentschafts-Wahlkampfs von William Jennings Bryan. In dem Wahlkampf von 1912 war er Wahlmann für die Demokraten und erhielt die höchste Stimmenzahl für einen Demokraten. Er war der einzige Herausgeber einer ethnischen Zeitung, dem jemals diese Ehre zuteilwurde.
Von 1900 bis 1915 war Ridder einer der fähigsten Direktoren der Associated Press, zu deren ersten Mitgliedern er gehörte. Von 1907 bis 19o9 war er deren Schatzmeister.
Von 1907 bis 1911 war er Präsident der American Newspaper Publisher’s Association, eine der verantwortungsreichsten Positionen im Herausgeben von Zeitungen in den Vereinigten Staaten. Seine Dienste waren besonders wertvoll im Hinblick auf seinen aggressiven Führungsstil. In einer Untersuchung über die Situation des Zeitungswesens in den USA und Kanada von 1911, die sogar das Weiterbestehen der Presse bedrohte, zeigte er großen Mut und Bestimmtheit.
Seine bürgerlichen Interessen waren breit gefächert und er gab freimütig seine Kraft und Zeit für philanthropische und öffentliche Unternehmungen. Er organisierte 1909 den 300. Geburtstag von New York und die Entdeckung des Hudson Rivers durch Henry Hudson sowie den 100. Geburtstag von der Indienststellung von Robert Fultons Dampfer SS Clermont. Laut Bürgermeister George B. McClellan  hätten ohne Ridder die Jubiläumsfeierlichkeiten niemals stattgefunden und „niemals zu so einem triumphalen Ende geführt“. Als Dank für die Gestaltung der Feierlichkeiten zum Hudson-Fulton Jubiläum erhielten sowohl Herman Ridder,  als Präsident, und Heny W. Sackett als Sekretär eine Goldmedaille, die von Cheater Beach entworfen und von Tiffany & Co. ausgeführt worden war. 
Aber es zogen auch Sturmwolken auf. Die progressive Bewegung, populär unter den immer noch politisch dominanten Anglo-Amerikanern, war gegen ein pluralistisches Amerika. Sie wollte den Gebrauch von nicht-englischen Sprachen im Land ausradieren und fühlten sich besonders beleidigt durch die in den USA geborenen, aber Deutsch sprechenden Einwohner wie Herman Ridder und seine Familie, die die verhängte Prohibition guthießen und eine Außenpolitik durch eine voreingenommene Haltung gegenüber Großbritannien verfolgten. Die Staats war das stolze Symbol der Opposition vor Ort.
Die Staats, als sichtbarer Ausdruck dieser Haltung, wurde boykottiert von Werbekunden und Zeitungshändlern. Auch erschwerten zahlreiche, eifrige Agenten von den unterschiedlichen Agencies, die miteinander wetteiferten, das tägliche Zeitungsgeschäft.
Die Zeitung wurde verunglimpft, besonders nach Ausbruch des Ersten Weltkriegs, denn die Ridders bekämpften die britische Kriegsschuld und Gräuel-Propaganda. Sie sammelten zur Unterstützung für die Opfer des Krieges in Zentral-Europa. Das war legal und eine absolut angemessene Parteinahme. Es ärgerte jedoch jene Amerikaner, die glaubten, dass Deutschland ein böses Reich war und dass es un-amerikanisch war, sich auf die Seite der „Hunnen“ zu stellen. Das brachte Ridder eine Anklage der Bundespolizei – eines Vorgängers des FBI – für die angeblich pro-deutsche Kampagne ein, die er in seiner Zeitung geführt hatte. Die Ridders wurden nur durch das plötzliche Ende des Krieges gerettet und durch ihre Verbindungen zu den mächtigen Demokraten der Stadt New York sowie zur katholischen Kirche.
Nach Hermann Ridders plötzlichen Tod im November 1915 wurde die Staats-Zeitung von seinen Söhnen Bernard H. Ridder und Victor F. Ridder weiter geführt. Der Bruder Joseph E. Ridder war Chairman von Ridder Publications, Inc.

## International Typesetting Machine Company
1911 waren die Patente für die Linotype-Setzmaschine, eine Erfindung Ottmar Mergenthalers, ausgelaufen. Hermann Ridder brachte zusammen mit anderen Personen ein Kapital von vier Millionen US-Dollar auf und gründete die International Typesetting Machine Company. Eine Reihe von ehemaligen Linotype Ingenieuren stießen zu ihm, in der Überzeugung, dass sie eine verbesserte Maschine herstellen konnten, so z. B. Wilbur Scudder, Soper, Bertram sowie Thomas Simmons Homans, letzterer war der Chef-Designer bei Linotype, dem über 51 Patente für Verbesserungen zugeschrieben werden. Weitere 300 Spezialisten wurden in diesem Jahr unter Vertrag genommen. 1912 kaufte die International Typesetting Machine Company eine Maschinenwerkstatt, die sich in dem alten Bush Terminal Building in Brooklyn befand. Ende 1912, vergrößerte die Firma das Gelände auf 80.000 square feet und beschäftigte circa. 750 Personen. Die erste Maschine wurde zu einem Preis von 2150 US-Dollar bei der Zeitung „New York Journal of Commerce“ installiert. 1916 wurde die Maschinenfabrik an ein Syndikat für 1,65 Millionen US-Dollar verkauft und umbenannt in die „Intertype Corporation“. 1917 brachte die Firma bereits drei Modelle auf den Markt.

## Quelle
- Ridder, Herman - Seite 599 in: Dictionary of American biography. Vol. 15., Edited by Dumas Malone. Publisher: C. Scribner’s Sons New York, 1943.

## Werke
- Herman Ridder: Hyphenations. A collections of Articles on the World War of 1914 which have appeared from Time to Time in the New Yorker Staats-Zeitung. Publisher: Printed by Max Schmetterling New York, 1915.